# Stanisław Hadyna
Stanisław Hadyna (25. září 1919, Karpentná, Třinec – 1. ledna 1999, Krakov) byl polský skladatel, dirigent, hudební vědec a spisovatel. Byl zakladatelem a uměleckým ředitelem folklorního souboru Śląsk.

## Život
Narodil se v rodině Jiřího Hadyny, učitele hudby, skladatele a sběratele lidových písní, a Emilie rozené Pilch v obci Karpentná u Třince. Po absolvování gymnázia v Těšíně úspěšně roku 1938 ukončil i Hudební institut I. Paderewského v Těšíně, kde se věnoval především hře na klavír. Následovalo studium psychologie a sociologie na univerzitě ve Varšavě, které přerušila druhá světová válka. V létech 1942–1944 pokračoval ve studiu v konspiraci a také přednášel na tajných gymnazijních kurzech. Po válce studoval hudbu na Hudební akademii v Katovicích.
Učil na gymnáziu a byl ředitelem koncertního centra "Artos" v Katovicích. V roce 1952 vytvořil své celoživotní dílo – Státní soubor písní a tanců "Śląsk", který vedl jako dirigent a režisér do roku 1968, kdy byl donucen k rezignaci. V roce 1973 se přestěhoval do Krakova, kde byl od roku 1977 hudebním ředitelem Divadla J. Słowackého. V roce 1990 se opět stal uměleckým ředitelem souboru "Śląsk" a vedl soubor až do své smrti v roce 1999.
Je pohřben ve Wisle na starém evangelickém hřbitově na Groniczku. Posmrtně se stal čestným občanem města Wisla. Na jeho počest je Amfiteátr ve Visle nazvaný jeho jménem, tj. Amfiteatr imienia Stanisława Hadyny.

## Dílo

### Literární činnost
Od šedesátých let se úspěšně věnoval také spisovatelské a dramaturgické činnosti.
- Niezatarte ślady – román o životě Chopina
- Blessed Are the Peacemakers – drama o Gándhím - v 1969 roce udělena 2. cena v soutěži UNESCO
- za drama "Shattered Dreams " (o M. L. Kingu) mu byla v roce 1972 udělena 2. cena v soutěži v USA
- jeho drama "Declatarion 76" v roce 1976 získala American Revolution Bicentennial Medal.
- román "Dwa ognie" z období Francouzské revoluce (PIW, 1988)
- román "O čtvrtém mudrci z Východu" (Koszęcin, 2008)
- román "Niezatarte ślady " ("Slask", 1988)
- čtyři sbírky reportáží z cest souboru "Śląsk" po světě

### Kompozice
Komponoval houslové i klavírní skladby jako kantáty, hudbu k baletům, divadelní a filmovou hudbu a symfonickou báseň "Jaro". Upravil 250 písní pro sbor a sólisty a 14 koled.
Nejznámější písně upravené pro pěvecký sbor jsou Helokanie, Ondraszek, Karolinka, Starzyk, Szła dzieweczka, Hej tam w dolinie, Gdybym to ja miała.

## Vyznamenání
- Rytířský kříž Řádu znovuzrozeného Polska (1954)
- Čestný diplom presidenta USA (1959)
- titul za "Zásluhy o národní kulturu" (1964)
- Komturský kříž Řádu znovuzrozeného Polska (1987)
- medaile Národní komise pro vzdělávání (1988)

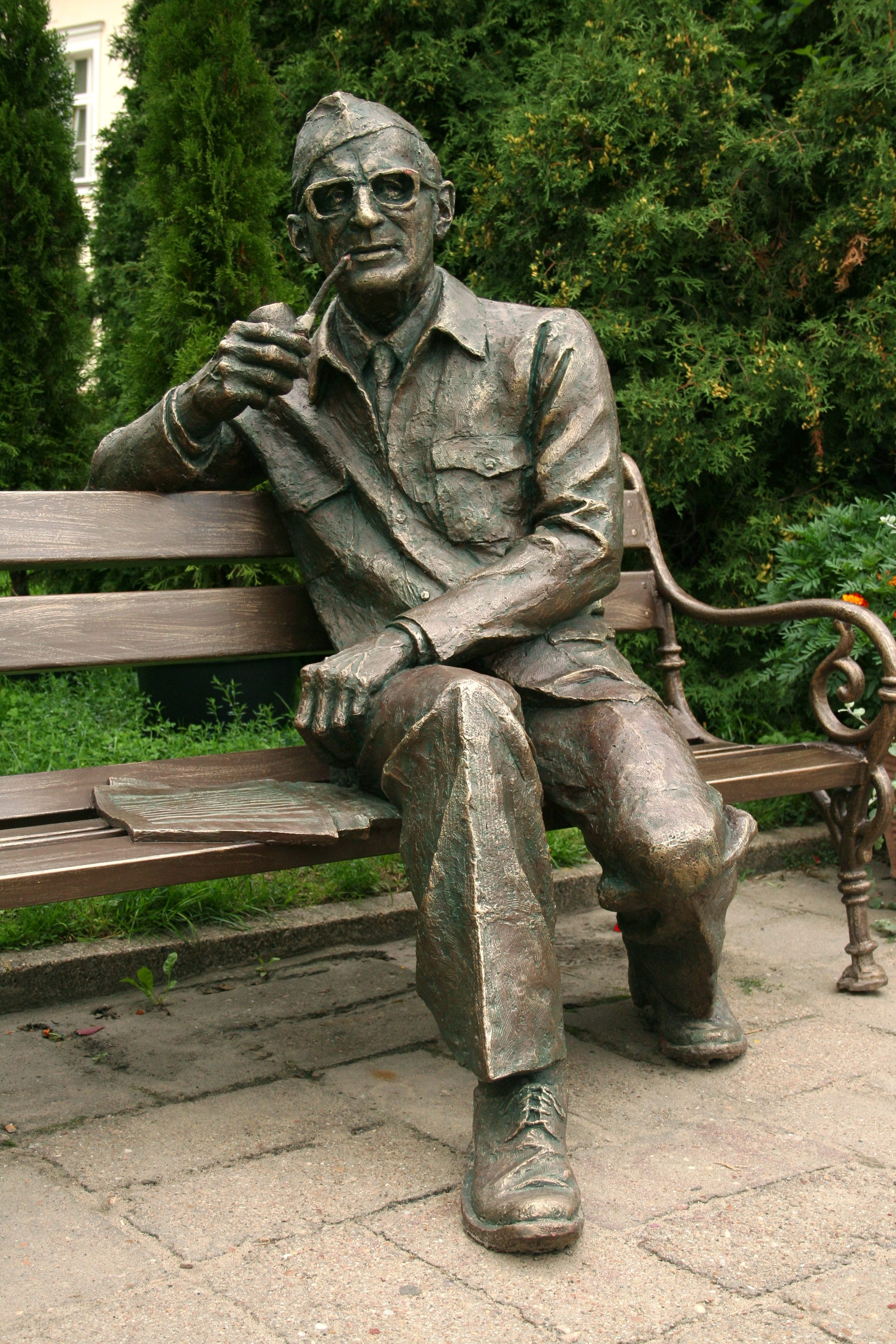
Lavička St.Hadyny před zámkem , kde sídlí soubor "Śląsk" v Koszęcinie
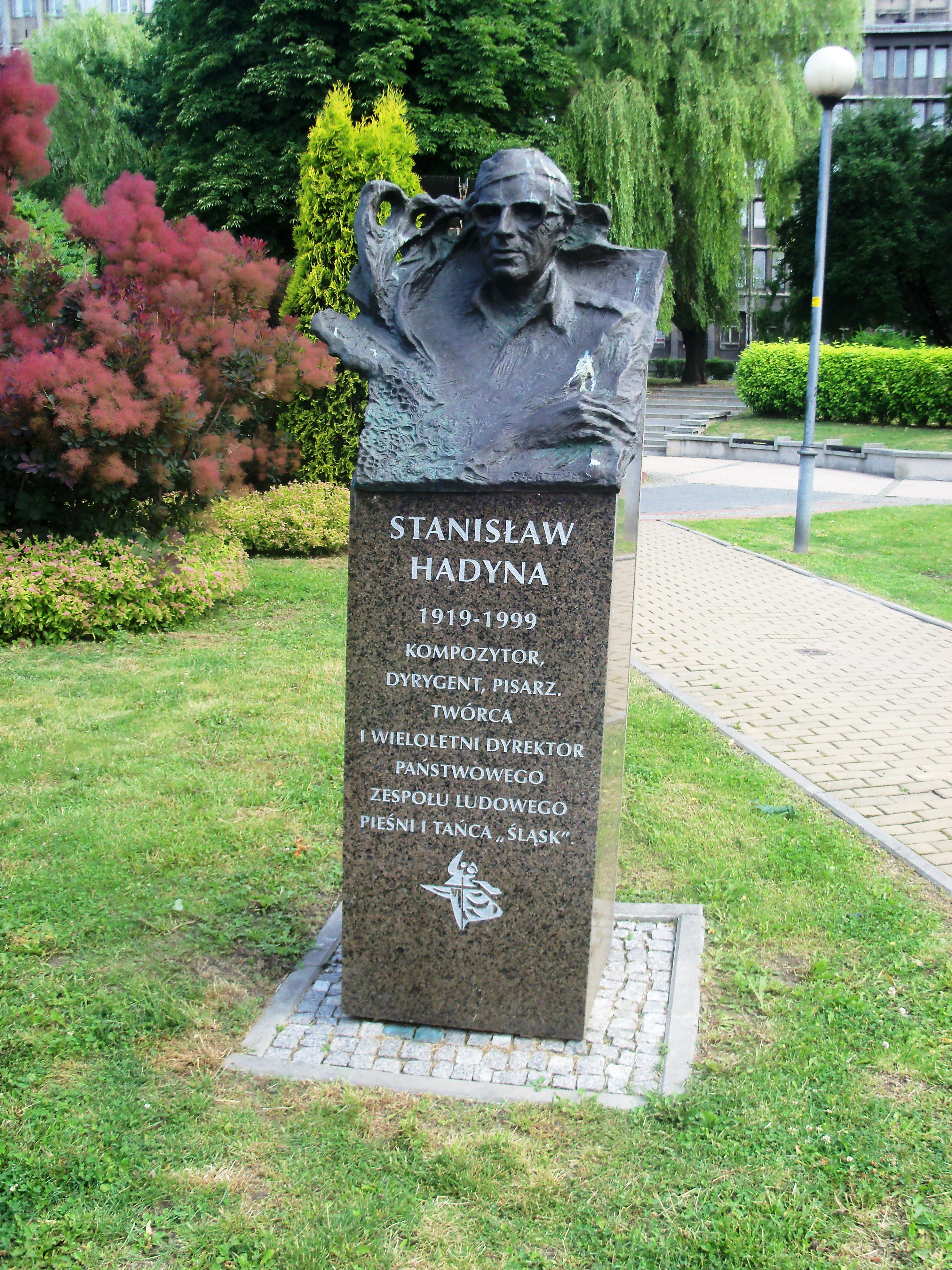
Pomník na Grunwaldském náměstí v Katovicích